# فيل كينغ (سياسي)
فيل كينغ (بالإنجليزية: Phil King)‏ هو محامي وسياسي أمريكي، ولد في 29 فبراير 1956. حزبياً، نشط في الحزب الجمهوري. وقد انتخب عضو مجلس نواب تكساس.

## وصلات خارجية
- الموقع الرسمي